# Boris Vajda
Boris Vajda (* 2. Februar 1933 in Novska, Königreich Jugoslawien; † 9. März 2015 in Zagreb, Kroatien) war ein jugoslawischer Opernsänger in der Stimmlage Bassbariton.

## Leben
Vajda studierte Gesang in Zagreb; dort absolvierte er sein Gesangsstudium an der Musikakademie Zagreb. Zu seinen Lehrern gehörte u. a. der bekannte jugoslawische Gesangspädagoge Lav Vrbanić. Bereits während seiner Ausbildung wirkte er in Studentenproduktionen mit, trat als Solist u. a. im Rahmen der Mai-Feierlichkeiten auf und sang im Kroatischen Rundfunk in Zagreb. Als junger Sänger wirkte er in einigen Film- und Fernsehproduktionen von Opern mit, u. a. als Graf Gil in Susannens Geheimnis, als Herr Fluth in Die Lustigen Weiber von Windsor, als Graf Tomski in Pique Dame und als Ramino in Maurice Ravels Einakter Die spanische Stunde.
Sein erstes Engagement als Opernsänger erhielt er an der Zagreber „Komödie“ (Zagrebačko Gradsko Kazalište „Komedija“). Dort sang er in den 1950er und 1960er Jahren zahlreiche Rollen in komischen Opern, Spielopern, Operetten und musikalischen Lustspielen. Er trat dort u. a. in Le comte Ory (als Raimbaud), Die heimliche Ehe (als Kaufmann Geronimo), in Carl Orffs Einakter Der Mond, in den Operetten Pariser Leben (als Baron Gondremarck), Die schöne Helena und Der Vogelhändler (als Baron Weps) sowie in Werken kroatischer Komponisten wie Ivo Tijardović, Ivan Zajc und Jakov Gotovac auf.  
1969 wurde er an die Nationaloper Zagreb engagiert. Dort sang er sowohl das slawische und italienische Baritonfach, aber auch zahlreiche Bass-Rollen, insbesondere komische Rollen für Bass-Buffo. Zu seinen Rollen an der Nationaloper Zagreb gehörten u. a. Figaro in Le nozze di Figaro, Bartolo in Der Barbier von Sevilla, die Titelrolle in Fürst Igor, Kruschina in Die verkaufte Braut, Konsul Sharpless in Madama Butterfly, der Mesner in Tosca (der über viele Jahre „eine szenisch-musikalische Miniatur von hohem Niveau“ war) und König Treff in Die Liebe zu den drei Orangen. 
Im Bereich der kroatischen Nationaloper verkörperte er u. a. Levi in Zajcs Oper Nikola Subic Zrinjski und insbesondere die Titelrolle in Gotovacs achter Oper Stanac.
Vajdas Repertoire umfasste etwa fünfzig große Opernrollen; außerdem trat er als Konzertsänger auf. Vajda interpretierte zahlreiche Hauptrollen, aber auch Nebenrollen, denen er individuelles Profil gab. Vajdas Stimme besaß ein „unverwechselbares Timbre mit Wiedererkennungswert“. Seine Stimme zeichnete sich durch „Klangschönheit, eine gute Gesangstechnik und eine ausgewogene Balance der verschiedenen Stimmregister“ aus. Er galt auch als wirksamer Bühnendarsteller. Mit dem Ensemble der Kroatischen Nationaloper gastierte er u. a. in Salzburg, Wien, in Luxemburg, Venedig, Triest (Spielzeit 1973/1974 in Die verkaufte Braut), Genf, Athen, Prag, Moskau und in Japan (Tokio, Osaka). 
In der Rolle des Fra Melitone in Verdis Oper Die Macht des Schicksals beging er sein 45-jähriges Bühnenjubiläum. 1991 nahm er offiziell Abschied von der Opernbühne, er trat danach jedoch weiterhin noch gelegentlich auf. 2001 wurde er im Rahmen einer Festvorstellung in der Nationaloper Zagreb mit dem Preis „Zlatno zvono“ (etwa: „Goldene Glocke“) der Kroatischen Gesellschaft der Musikschaffenden (Hrvatsko društvo glazbenih umjetnika; Croatian Society of Music Artists) ausgezeichnet. Anlässlich der Preisverleihung sang Vajda noch einmal die Rolle des Fra Melitone.   
Vajdas Stimme ist durch einige Schallplattenaufnahmen bei dem Label Jugoton sowie durch Rundfunkaufnahmen und Fernsehaufzeichnungen aus der Nationaloper Zagreb und des Zagreber Operettentheaters (u. a. 1975 als Morales in Carmen, 1988 als Silvano in Un ballo in maschera, 1992 als Gärtner Antonio in Le nozze di Figaro und 1998 als Gefängnisdirektor Frank in Die Fledermaus) dokumentiert. 
Vajda lebte in seinen letzten Lebensjahren in Zagreb. Er starb Anfang März 2015 im Alter von 82 Jahren. Er wurde am 12. März 2015 auf dem Mirogoj-Friedhof in Zagreb beigesetzt.